# Sigon
 Sigon , (en latin Sigo), aussi appelé Sige ou Sigues, était un religieux du Haut Moyen Âge qui fut évêque de Clermont entre 861 et 873. Il est reconnu comme saint par l'Église catholique romaine qui le fête localement le 10 février.

## Éléments biographiques
En 863 Sigon fut chassé de son siège et dépouillé de ses revenus par le comte d'Auvergne Étienne. Ce dernier tenta de mettre à sa place un clerc nommé Adon. Le pape Nicolas écrivit à Étienne pour qu’il rétablisse Sigon sur son siège et qu'il lui rende son autorité et ses droits. Il le menaça de l'obliger à venir à Rome pour rendre raison de sa conduite s’il refusait d’exécuter ses ordres. Sigon fut rétabli sur son siège. Il restaura son diocèse après les ruines matérielles et morales des invasions normandes et s’employa à réparer les églises détruites. La première dont il se serait occupé serait celle de Notre-Dame-du-Port, à laquelle il rendit son ancienne splendeur. Les Normands n’avaient probablement pas pris la peine de démolir cet édifice et le feu n’avait détruit que ce qui était combustible, la maçonnerie était peu endommagée. Notre-Dame-du-Port, qui a été fondée pas saint Avit, reste aujourd'hui encore un magnifique exemple de l'art roman auvergnat. Sigon assista au concile de Soissons en 866 (ou peut-être en 853). Il mourut vers l’an 873 et fut enterré dans l’église Notre-Dame-du-Port.